# Basilis
Basilis (en griego, Βασιλίς) fue un antiguo asentamiento griego de Arcadia que se encontraba en el territorio de Parrasia, entre Trapezunte y Tocnia.
Pausanias dice que estaba a diez estadios de un lugar llamado Bato donde se celebraban misterios de las Grandes Diosas. Este autor añade que había sido fundada por Cípselo de Arcadia, que en su tiempo se encontraba en ruinas y que solo quedaba un santuario de Deméter Eleusina.
Ateneo recoge una información que indica que Cípselo había instituido en este lugar un concurso de belleza femenina que perduró a lo largo de los siglos, que se celebraba durante las fiestas de Deméter Eleusina y cuya primera vencedora fue Heródice, la esposa de Cípselo. Las mujeres que participaban en ese concurso eran llamadas Crisóforas, que significa «portadoras de oro».
Se ha sugerido que estaba en el lugar donde actualmente se encuentra la población de Ciparisia de Arcadia, junto al río Alfeo.